# دهستان بله که
دهستان بله که نام دهستانی در بخش بخش آرمرده شهرستان بانه، استان کردستان در ایران است. بر اساس سرشماری مرکز آمار ایران در سال ۱۳۸۵، جمعیت آن ۲۶۹۱ نفر (۵۱۶ خانوار) بوده‌است.